# 992
Anul 992 (CMXCIX) a fost un an bisect al calendarului iulian.

## Nașteri
- Ulric Manfred al II-lea de Torino, margraf de Torino și de Susa (din 1000), (d. 1034)

## Decese
- Mieszko I al Poloniei, primul conducător atestat al statului polonez din casa Piast (n.c. 935)

- Aloara de Capua, a condus Capua și Benevento după moartea lui Pandulf Cap de Fier, soțul ei (n. ?)

- Marin al II-lea de Neapole, duce de Neapole (din 968), (n. ?)